# Walter-Lübcke-Schule
Die Walter-Lübcke-Schule (ehm. Wilhelm-Filchner-Schule) ist eine staatliche kooperative Gesamtschule mit gymnasialer Oberstufe in Wolfhagen im Landkreis Kassel. Die Schule wurde im Jahre 2020 nach dem ermordeten Kasseler Regierungspräsidenten Walter Lübcke benannt und wird von etwa 1300 Schülerinnen und Schülern der Jahrgänge fünf bis dreizehn besucht.

## Geschichte
Der Forschungsreisende und Reiseschriftsteller Wilhelm Filchner hielt am 21. September 1952 für das Volksbildungswerk einen Vortrag in Wolfhagen. Dabei beeindruckte er den Leiter der damaligen Realschule, Oskar Rätzer. Dieser vertiefte die Kontakte zu Filchner und erreichte schließlich, dass die Realschule in Wilhelm-Filchner-Schule umbenannt wurde. Dies geschah am 5. Mai 1953.
Bis 1957 gab es im damaligen Landkreis Wolfhagen keine Schule, die alle Abschlüsse umfasste. Neben den Volksschulen in den Dörfern und Städten gab es in Wolfhagen eine Realschule. Außerdem hatte die Volksschule im heutigen Bad Emstal-Sand einen Realschulzug. Ein gymnasiales Angebot gab es im Wolfhager Land nicht. Wer im Landkreis Wolfhagen lebte und sein Kind gymnasial beschulen lassen wollte, musste es nach Arolsen, Fritzlar, Kassel oder Warburg schicken.
Dies zu ändern, hatten sich die Wolfhager Volksschullehrer zum Ziel gesetzt. Obwohl die Realschullehrer dagegen waren, wurden entsprechende Anträge gestellt. Am 8. September 1956 stimmte Kultusminister Arno Hennig zu, dass ein Gymnasium in Wolfhagen errichtet werden kann. Es wurde schließlich am 2. Mai 1957 eröffnet und war zusammen mit der Volksschule untergebracht. Mit dem Aufbau des Gymnasiums i. E. (im Entstehen) wurde der aus Kassel stammende Dr. Hans-Georg Rommel beauftragt. Er war der erste Schulleiter des Gymnasiums und der Gesamtschule. Zunächst hatte das Gymnasium nur die ministeriale Genehmigung für eine Mittelstufe. Organisatorisch wurden die Klassen 1 bis 10 der Volks- und Mittelschule sowie des Gymnasiums zu einer additiven Gesamtschule zusammengefasst, die mit Erlass des Kultusministeriums ab 13. Februar 1959 offiziell den Namen Wilhelm-Flichner-Schule trägt. Zuvor hatte der Leiter der Realschule, Oskar Rätzer, beansprucht, dass nur seine Schule diesen Namen tragen darf.
Dr. Hans-Georg Rommels Nachfolger wurde im Jahr 1963 Engelbert Straka, der die Schule bis 1978 leitete.
1971 wurde die Schule zur integrierten Gesamtschule.
Strakas Nachfolger wurde am 1. Mai 1980 Wolf Arne Pillardy. Er leitete die Schule bis 2008.
Zum 1. August 2000 wurde die Schule zur kooperativen Gesamtschule umgewandelt.
Auf Pillardy folgte Rita Schmidt-Schales als Direktorin, die 2013 als leitende Schulamtsdirektorin nach Fulda wechselte.
2015 übernahm ihr bisheriger Stellvertreter Ludger Brinkmann das Amt des Direktors.

## Tagesplan
Der Unterricht an der Walter Lübcke Schule beginnt in der Regel um 7:45 Uhr. Das Stundenraster umfasst 10 Unterrichtsstunden, unterbrochen von mind. 1 Pause (in der Regel 6. oder 7. Stunde). In den Klassen 5–8 endet der Unterricht an einem Tag um 14:40 Uhr, an den restlichen Tagen um 12:15 Uhr, bzw. 13:05 Uhr. Ab Klasse 9 endet der Unterricht an mindestens einem Tag die Woche um 16:15 Uhr. Es wird im Doppelstundenmodell unterrichtet.

## Angebote
Die Schule bietet das Abitur nach 9 Schuljahren an (G9). Schwerpunkte sind Musik, MINT, Kunst, Sport und Sprachen.

### Fremdsprachen
Das Fremdsprachenangebot umfasst Englisch, Spanisch, Französisch und Latein. Englisch und Spanisch werden als Leistungskurse angeboten. Ab Klasse 7 kann wahlweise an einem Bilingualkurs der Sprache Englisch teilgenommen werden.

## Sonstiges
Die Schule besitzt eine Cafeteria sowie eine Mensa. Es gibt regelmäßige Austauschprogramme mit Partnerschulen in Polen und den USA.
Die Schule befindet sich auf einem Gelände mit der Grundschule Wolfhagen sowie der Schule am Rosengarten. Künftig wird die Grundschule verlegt, die ehemaligen Räume werden dann als Oberstufen Campus genutzt.

## Auszeichnungen
- Zertifikat: „Schwerpunkt Musik“
- Gütesiegel:  „Berufsorientierung“
- Gütesiegel: „Hochbegabung“
- „Starke Schule“ mit vorbildlichen Leistungen in der Studien- und Berufsorientierung
- Gesunde Schule: Zertifikate für „Bewegung und Wahrnehmung“
- Bundessieger Jugend trainiert für Olympia im Ringen 2016–2019
- Landessieger „Jugend trainiert für Olympia“ Tanzen 2018 und 2019
- Kreissieger „Jugend trainiert für Olympia“ Tischtennis
- „Förderpreis DLRG und Schule“ 2022 und 2024

Quelle